# Milaimys Marín
Milaimys de la Caridad Marín Potrille (Havana, 16 de março de 2001) é uma lutadora de estilo-livre cubana.

## Carreira
Em 2019, Marín foi eliminada em sua primeira luta no evento de estilo livre feminino de 76 kg no Campeonato Mundial de Luta Livre realizado em Nur-Sultan, Cazaquistão. No Campeonato Mundial de Luta Livre Sub-23 de 2019 realizado em Budapeste, Hungria, ela ganhou a medalha de ouro no evento de 72 kg. Ela derrotou Wang Xiaoqian da China em sua luta pela medalha de ouro.
Em 2020, Marín competiu no Torneio Pan-Americano de Qualificação Olímpica sem se classificar para os Jogos Olímpicos de Verão de 2020 em Tóquio, Japão. Ela também não conseguiu se classificar para as Olimpíadas no Torneio Mundial de Qualificação Olímpica de 2021, realizado em Sófia, Bulgária.
Marín conquistou a medalha de ouro na categoria feminina de 76 kg nos Jogos Pan-Americanos Júnior de 2021, realizados em Cali, Colômbia. Como resultado, ela se classificou diretamente para competir na categoria feminina de 76 kg nos Jogos Pan-Americanos de 2023 em Santiago, Chile.
Ela competiu no evento feminino de 76 kg no Campeonato Mundial de Luta Livre de 2022, realizado em Belgrado, Sérvia. Ela venceu sua primeira luta e foi eliminada por Anastasiia Shustova da Ucrânia.
Marín ganhou uma das medalhas de bronze no evento feminino de 76 kg nos Jogos Centro-Americanos e do Caribe de 2023, realizados em San Salvador, El Salvador. Em setembro de 2023, ela perdeu sua luta pela medalha de bronze no evento feminino de 76 kg no Campeonato Mundial de Luta Livre de 2023, realizado em Belgrado, Sérvia. Marín venceu uma luta separada contra Cătălina Axente da Romênia e ganhou uma vaga para Cuba nas Olimpíadas de Verão de 2024 em Paris, França.
Em novembro de 2023, Marín conquistou a medalha de ouro na categoria feminina de 76 kg nos Jogos Pan-Americanos realizados em Santiago, Chile. Ela derrotou Tatiana Rentería da Colômbia em sua luta pela medalha de ouro.
Marín ganhou uma das medalhas de bronze na categoria feminina de 76 kg nas Olimpíadas de Verão de 2024. Ela derrotou Aiperi Medet Kyzy do Quirguistão em sua luta pela medalha de bronze.